# Buscando a Nemo (videojuego)
Buscando a Nemo es un videojuego de acción-aventura estrenado en 2003 y desarrollado por Traveller's Tales. El juego está basado en la película de Disney-Pixar Buscando a Nemo. El objetivo del juego es completar los diferentes niveles con los personajes jugables Marlin, Dory y Nemo. Incluye escenas de la película y cada nivel se basa en una escena de la misma, por ejemplo, saltar a través de un montón de medusas.